# ريتشارد بيري (مغني)
ريتشارد بيري (بالإنجليزية: Richard Berry)‏ هو مغني ومغن مؤلف أمريكي، ولد في 11 أبريل 1935 في Extension, Louisiana ‏ في الولايات المتحدة، وتوفي في 23 يناير 1997 في إنغليووود في الولايات المتحدة بسبب قصور القلب.

## وصلات خارجية
- ريتشارد بيري على موقع IMDb (الإنجليزية)
- ريتشارد بيري على موقع ميوزك برينز (الإنجليزية)
- ريتشارد بيري على موقع قاعدة بيانات برودواي على الإنترنت (الإنجليزية)
- ريتشارد بيري على موقع إن إن دي بي (الإنجليزية)
- ريتشارد بيري على موقع أول ميوزيك (الإنجليزية)
- ريتشارد بيري على موقع ديسكوغز (الإنجليزية)